# HK Steel Team Trebišov
A HK Steel Team Trebišov egy szlovák jégkorongcsapat Tőketerebesen. A csapat a 4 238 férőhelyes Tőketerebesi jégcsarnokban játszik.

## Története
A csapatot 2016-ban alapították.
A 2024-25-ös szezonban az alapszakasz során az utolsó helyen végeztek, így kiestek a harmadosztályba.

### Korábban használt nevek
- 1992 - HK Trebišov
- 1995 - HK VTJ Trebišov
- 1996 - HK VTJ Wagon Slovakia Trebišov
- 2000 - HK VTJ Trebišov
- 2008 - HK Trebišov
- 2022 - HK STEEL Team Trebišov

## Helyezések

### Szlovákia
Tipos Slovenská hokejová liga - 15 szezon
- 6. hely: 2009/10, 2010/11
- 7. hely: 2003/04
- 8. hely: 2001/02
- 9. hely: 2007/08, 2008/09
- 10. hely: 1997/98, 1998/99, 2000/01, 2004/05, 2023/24
- 11. hely: 2005/06
- 12. hely: 2011/12, 2012/13
- 15. hely: 2006/07

2. hokejová liga - 9 szezon
- 1. hely: 1996/97, 1999/2000, 2021/22
- 3. hely: 2002/03
- 5. hely: 2022/23
- 7. hely: 2016/17,2019/20
- 8. hely: 2018/19
- 12. hely: 2017/18

## Statisztikák
| Főszezon | Főszezon | Főszezon | Főszezon | Főszezon | Főszezon | Főszezon | Főszezon | Főszezon | Rájátszás                                        | Rájátszás                 | Rájátszás                 | Rájátszás                 |
| Szezon   | LM       | GY       | GY. H.   | V. H.    | V        | G        | P        | Helyezés | Kvalifikáció                                     | Negyeddöntő               | Elődöntő                  | Döntő                     |
| -------- | -------- | -------- | -------- | -------- | -------- | -------- | -------- | -------- | ------------------------------------------------ | ------------------------- | ------------------------- | ------------------------- |
| 2023–24  | 46       | 16       | 3        | 3        | 24       | 138-175  | 57       | 9.       | Vereség HK MŠK Indian Žiar nad Hronom ellen(0-3) | -                         | -                         | -                         |
| 2024–25  | 46       | 5        | 5        | 6        | 30       | 100:168  | 31       | 12.      | Kiesett a harmadosztályba                        | Kiesett a harmadosztályba | Kiesett a harmadosztályba | Kiesett a harmadosztályba |

## Rivalizálások

### HC 19 Humenné
A HK Steel Team Trebišov és a HC 19 Humenné közötti rivalizálást gyakran nevezik zempléni rangadónak is. 